# Oreochromis rukwaensis
Oreochromis rukwaensis es una especie de peces de la familia Cichlidae en el orden de los Perciformes.

## Morfología
Los machos pueden llegar alcanzar los 33 cm de longitud total.

## Distribución geográfica
Se encuentran en África: lago Rukwa (Tanzania).